# Ruta 176 (Costa Rica)
La Ruta 176, oficialmente Ruta Nacional Secundaria 176, es una ruta nacional de Costa Rica ubicada en la provincia de San José.

## Descripción
En la provincia de San José, la ruta atraviesa el cantón de San José (los distritos de Hospital, Mata Redonda, Hatillo).